# Kepler-186b
Kepler-186b é um exoplaneta em órbita ao redor de Kepler-186, uma estrela anã vermelha do tipo M1, localizada a 492 ± 59 anos-luz (151 ± 18 parsecs) a partir da Terra, na constelação de Cygnus. É o planeta mais próximo da estrela; que está localizado na zona quente (mais próxima da estrela do que da zona habitável).